# Velimir Grgić
Velimir Grgić (* 11. Mai 1978 in Vinkovci) ist ein ehemaliger kroatischer Fußballspieler.

## Karriere
Velimir Grgić begann in den Jugendabteilungen von seinem Heimatverein Cibalia Vinkovci, in dem er von 1999 bis 2002 auch in der ersten Mannschaft spielte. Im Juli 2002 wechselte er nach Deutschland zur TuS Koblenz, der damals in der Oberliga Südwest spielte. Mit der Mannschaft stieg er in die Regionalliga West auf. Nach der Saison 2004/05 verließ er Koblenz und wechselte zu den Kickers Emden in die Regionalliga Nord. Nach 68 Spielen, in denen er 11 Tore erzielte, wechselte er 2007 in die Regionalliga Süd zum SV Sandhausen, mit dem er sich 2008 für die neue 3. Liga qualifizierte. Ein halbes Jahr später ging Grgić zu Holstein Kiel.
Zur Saison 2009/10 wurde er vom 1. FC Saarbrücken verpflichtet, wo er einen Vertrag bis 2011 unterschrieb. Nach einer Saison gelang der Aufstieg in die 3. Liga.